# Charles Spurgeon
Charles Haddon Spurgeon, referido como C. H. Spurgeon (Kelvedon, Inglaterra, 19 de junho de 1834 — Menton, França, 31 de janeiro de 1892), foi um pregador batista inglês. Muito influente no protestantismo reformado nos dias de hoje, meio no qual é conhecido como o "Príncipe dos Pregadores". Foi uma figura forte na tradição Batista Reformada, defendendo a Igreja de acordo com o entendimento da Confissão de Fé Batista de 1689, e se opondo às tendências teológicas liberais e pragmáticas na Igreja de seus dias.
Converteu-se ao cristianismo em 6 de janeiro de 1850, através do primeiro sermão de um diácono chamado John Eeglen, aos quinze anos de idade. Aos dezesseis, pregou seu primeiro sermão; no ano seguinte tornou-se pastor de uma igreja batista em Waterbeach, Condado de Cambridgeshire. Em 1854, Spurgeon, então com vinte anos, foi chamado para ser pastor da capela batista de New Park Street, Londres, que mais tarde viria a chamar-se Tabernáculo Metropolitano, transferindo-se para novo prédio em Elefanth & Castel, Newington.
Desde o início do ministério, seu talento para a exposição dos textos bíblicos foi considerado extraordinário. Sua excelência na pregação das Escrituras lhe renderam o título de O Príncipe dos Pregadores e O Último dos Puritanos.

## Histórico
A família de Spurgeon, escapando da perseguição contra os protestantes perpetrada por Filipe II, fugiu da Holanda para Inglaterra por volta de 1570, estabelecendo na região de East Anglia. No século XVII, os Spurgeons sofreram dura perseguição incitada por Carlos II contra os não-conformistas (dissidentes da Igreja Anglicana que não aceitavam o Ato de Uniformidade de 1662). Anos mais tarde, os Spurgeons estabeleceram em Stambourne.
Charles Haddon Spurgeon nasceu em 19 de Junho de 1834, como o primogênito de 16 irmãos, filho de John Spurgeon e sua esposa Eliza Jarvis, na cidade de Keveldon. Charles foi batizado em 3 de agosto desse ano por seu avô, o pastor congregacional James Spurgeon. Recebeu o nome de 'Charles' de um tio de sua mãe. 'Haddon', devido a um antigo amigo da família de Spurgeon que os ajudou em hora de necessidade. Em agosto de 1835, seus pais mudaram para Colchester, e entregaram Charles aos cuidados de seu avô, com quem viveu até os 5 anos. Durante esse tempo, leu muitos livros, entre os principais "O Peregrino" de John Bunyan, obra que marcaria o resto de sua vida. Também leu muitas obras de puritanos como Richard Baxter e John Owen. Aos seis anos, voltou a morar com os pais, já devidamente instalados em Colchester.

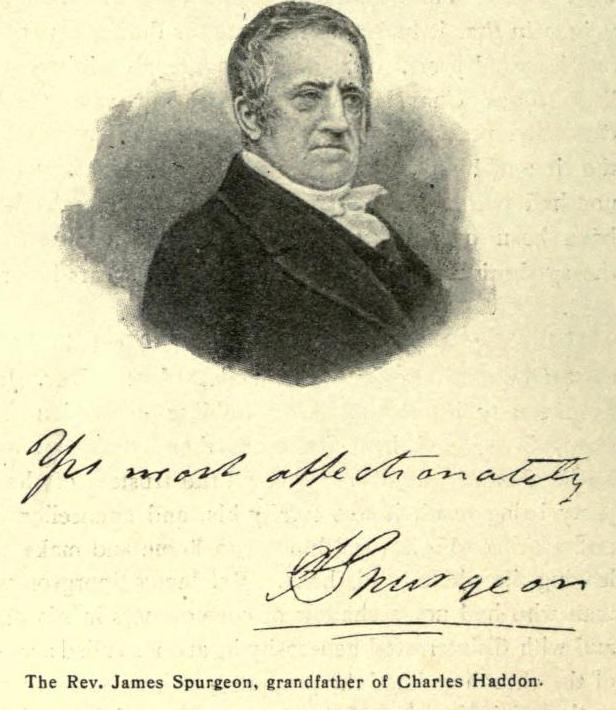
James Spurgeon, avô de Charles

Aos 10 anos, um pastor itinerante chamado Richard Knill impressionou muito ao jovem Charles ao declarar que "esse menino pregaria o Evangelho a grandes multidões". Esse fato marcou profundamente a mente da jovem criança. Spurgeon cursou seus estudos em Colchester até 1848, indo depois para Newmarket, para estudar numa escola localizada na área de Cambridgeshire.

## Conversão
De 1848 a 1850, Charles Spurgeon teve um período de muitas dúvidas e amarguras. Esteve sob grande convicção de pecado. Ficou convicto que não era um cristão de fato, mesmo sendo criado em todo o ambiente religioso de sua família e região, e sob forte influência puritana e não-conformista. Em janeiro de 1850, tendo como objetivo ir a uma reunião matutina em uma igreja congregacional em Colchester, para buscar paz em sua perturbada alma, se deteve numa capela de metodistas primitivos em Artilley Stree, mais em consequência da forte nevasca que por vontade própria. Nessa capela, Spurgeon juntou-se a pequena congregação quando, sem pregador para ministrar a Palavra, um simples ministro itinerante chamado John Eeglen, em missão pela região de Colchester entre 1850-1851 , nesse dia, subiu ao púlpito, mesmo sem grande habilidade de orador, e repetiu nervosa e constantemente o texto de Isaías 45.22a: Olhai para mim e sede salvos, todos os confins da terra. Depois de certo tempo, apelou aos presentes que olhassem para Jesus Cristo. Spurgeon olhou para Jesus com fé e arrependimento, tendo Ele como seu Salvador e substituto, e foi salvo.

## Primeiros anos

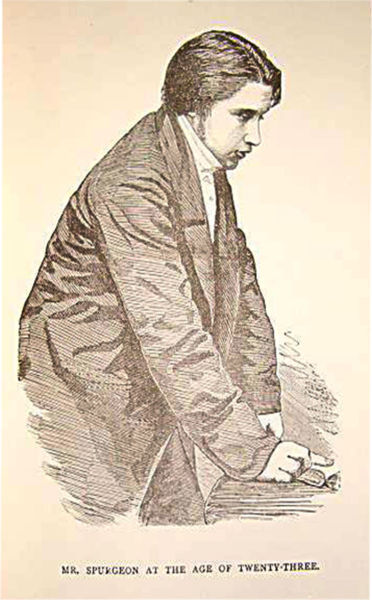
Spurgeon aos 23 anos.

Após a conversão, Spurgeon voltou das férias em Colchester para Newmarket. Foi batizado pelo pastor da Igreja Batista de Islehan, W.W.Cantolw, no rio Lark, em 3 de maio de 1850, e foi aceito como membro da congregação batista de Newmarket. Depois, Spurgeon começou a distribuir folhetos nas ruas e a ensinar a Bíblia na escola dominical para crianças. Em agosto, mudou-se para Cambridge. Lá também trabalhou na escola dominical. Nesse mesmo ano, pregou seu primeiro sermão em Teversham. Em outubro de 1851, foi convidado a pregar na Igreja Batista de Waterbeach, ao norte de Cambridge. A congregação cresceu rapidamente. Em Janeiro de 1852, Spurgeon aceitou o pastorado efetivo dessa Capela. A fama de Spurgeon logo cresceu na região, como um potente pregador.

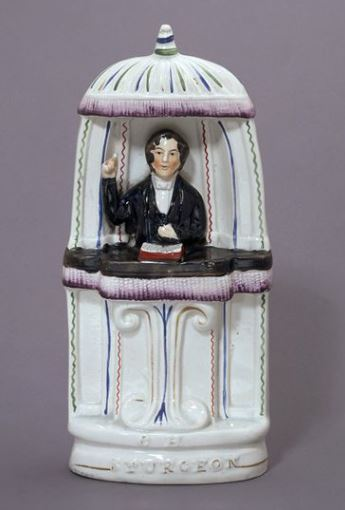
Estatueta de Spurgeon, Staffordshire, 1860

Spurgeon pensou em cursar um seminário em 1852, mas desistiu da ideia, crendo que não fora direcionado pela Providência para tal empreitada. Em novembro de 1853, Spurgeon falou na União das Escolas Dominicais de Cambridge. George Gould, diácono em Essex, o ouviu, e contou sobre o jovem pregador a Thomas Olney, diácono-chefe da Capela de New Park Street, a maior igreja batista localizada ao sul de Londres. Olney também impressionou-se com a pregação do jovem Spurgeon, e o convidou a pregar em sua Igreja em dezembro de 1853. Spurgeon aceitou o convite, mesmo não gostando da ideia de pregar na agitada cidade metropolitana. Em 1854, os membros de New Park Street, sem pastor efetivo desde 1853, convidaram de novo o jovem a pregar, e nessa ocasião, convidaram-lhe para ser testado por seis meses para assumir o pastorado vago da Igreja. Porem, em Abril de 1854,só 2 meses depois, foi eleito pastor e confirmado no cargo, o qual preencheu efetivamente até 1891.

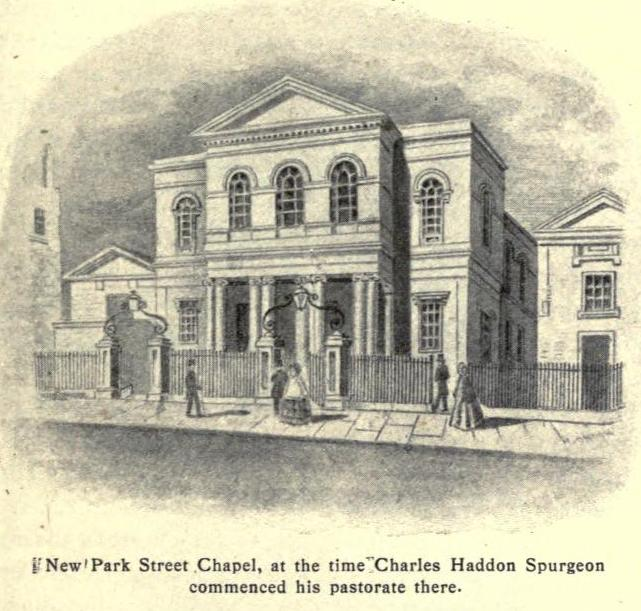
New Park Street, em 1855.

## New Park Street
Localizada ao sul de Londres, a Capela Batista da Rua de New Park, (New Park Street Chapel) no bairro de Southwak, outrora fora uma das maiores congregações batistas da Inglaterra. No entanto, naquele momento, o edifício, com 1 200 lugares, contava com uma platéia de 232 pessoas.
"No início, eu pregava somente a um punhado de ouvintes. Contudo, não me esqueço da insistência das suas orações. Às vezes, parecia que eles rogavam até verem a presença de Jesus ali para abençoá-los. Assim desceu a bênção, a casa começou a se encher de ouvintes e foram salvas dezenas de almas", lembrou Spurgeon alguns anos depois.
Spurgeon logo causou muita agitação em Londres; alguns o criticavam pelo seu estilo de pregação (teatral demais para alguns; rústico e vulgar para outros). Spurgeon era posto em dúvida até mesmo por seus colegas batistas. Alguns chegaram a publicar em jornais sobre suas dúvidas da real conversão do jovem Spurgeon. Mesmo com toda a oposição, a antes vazia e reduzida congregação atraiu a atenção de tantos, que em certos periódicos chegou-se a citar que "desde os tempos de George Whitefield e John Wesley, Londres não era tão agitada por um reavivador." Diversas caricaturas foram publicadas, algumas o elogiando, e outras debochando de sua pregação.
Depois de 1861, o prédio da congregação em New Park Street foi ocasionalmente usado para comportar os primeiros alunos do "Colégio do Pastor". Em 1866, a Capela foi fechada e vendida, e posteriormente, demolida.

## Tabernáculo Metropolitano

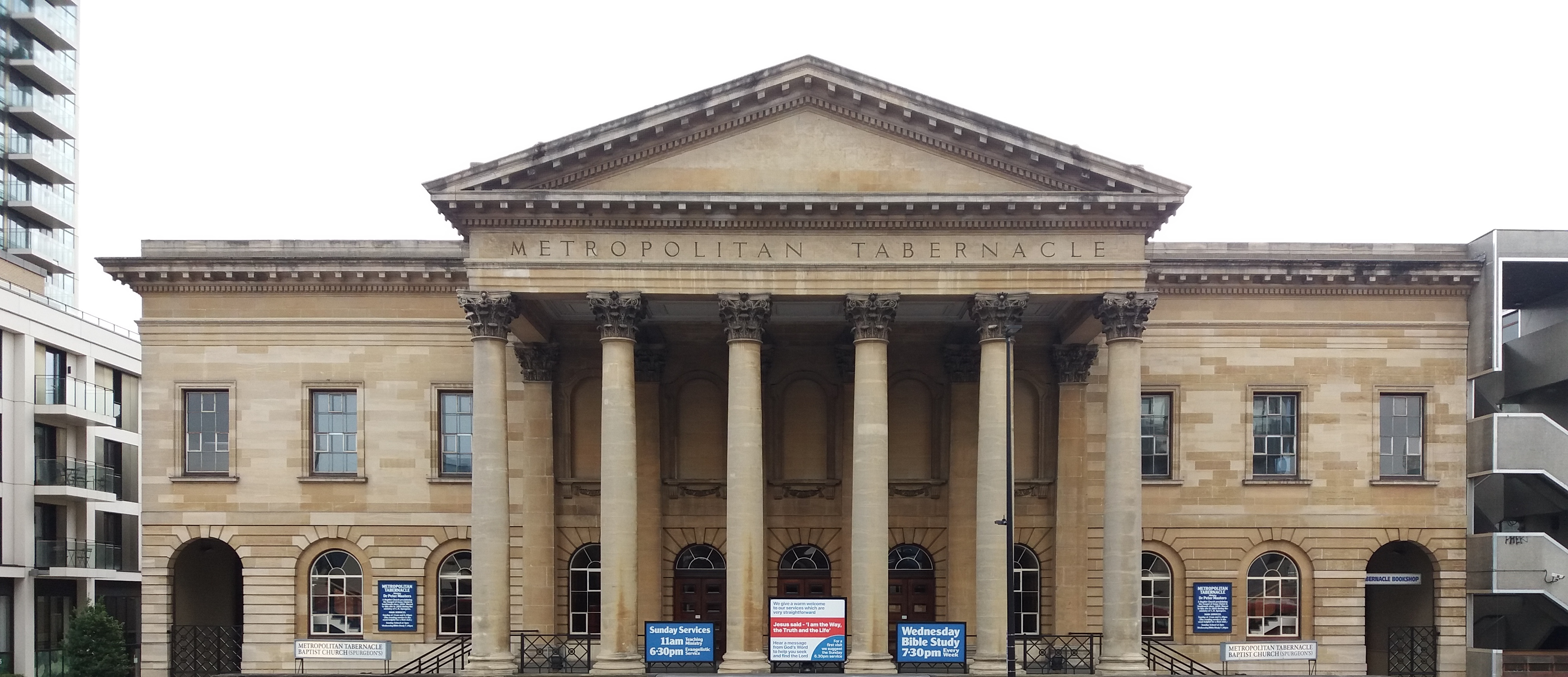
O Tabernáculo Metropolitano em Londres, Reino Unido

Nos anos que se seguiram, o templo da capela Batista da New Park Street, antes vazio, não suportava a audiência, que chegou a dez mil pessoas, somado a assistência de todos os cultos da semana. O número de pessoas era tão grande que as ruas próximas à igreja se tomaram intransitáveis. Tentou-se ampliar New Park Street em 1858, mas logo viu-se a necessidade de um local ainda maior. Portanto, foi construído o grande Tabernáculo Metropolitano, em Newington, com capacidade para 12 mil ouvintes. O novo edifício foi aberto oficialmente em 25 de março de 1861. Mesmo assim, de três em três meses, Spurgeon pedia às pessoas, que tivessem assistido aos cultos naquele período, que se ausentassem a fim de que outros pudessem estar no templo para conhecer a Palavra.
No começo de seu ministério, Spurgeon, um ardoroso calvinista desde o início de sua conversão, teve que se defender da acusação de ser mais pendente ao arminianismo do que os demais batistas particulares (deve-se notar que um dos predecessores de Spurgeon no pastorado de New Park Street foi o pastor e teólogo John Gill, que em muitas ocasiões era um ferrenho hipercalvinistas). Em diversas ocasiões Spurgeon pregou sermões que provavam que seus acusadores estavam equivocados.
Com o passar do tempo, Charles Haddon Spurgeon se tornou uma celebridade mundial. Recebia convites para pregar em outras cidades da Inglaterra, bem como em outros países como França, Escócia, Irlanda, País de Gales, Holanda e Estados Unidos (foi convidado a pregar em Nova York, e em diversas outras oportunidades na América, mas sempre recusou os convites). Spurgeon pregava não só em reuniões ao ar livre, mas também nos maiores edifícios de 8 a 12 vezes por semana.
Segundo uma de suas biografias, o maior auditório em que pregou continha, exatamente, 23 654 pessoas: este imenso público lotou o The Crystal Palace, de Londres, no dia 7 de outubro de 1857, para ouvi-lo pregar por mais de duas horas.
Casou-se em 20 de setembro de 1856 com Susannah Thompson e teve dois filhos, os gêmeos não-idênticos Thomas e Charles. 
Fazíamos cultos domésticos sempre; quer hospedados em um rancho nas serras, quer em um suntuoso quarto de hotel na cidade. E a bendita presença do Espírito Santo, que muitos crentes dizem ser impossível alcançar, era para nós a atmosfera natural. Vivíamos e respirávamos nEle, relatou, certa vez, Susannah. Thomas Spurgeon chegou a pastorear o Tabernáculo Metropolitano 2 anos após a morte de seu pai.

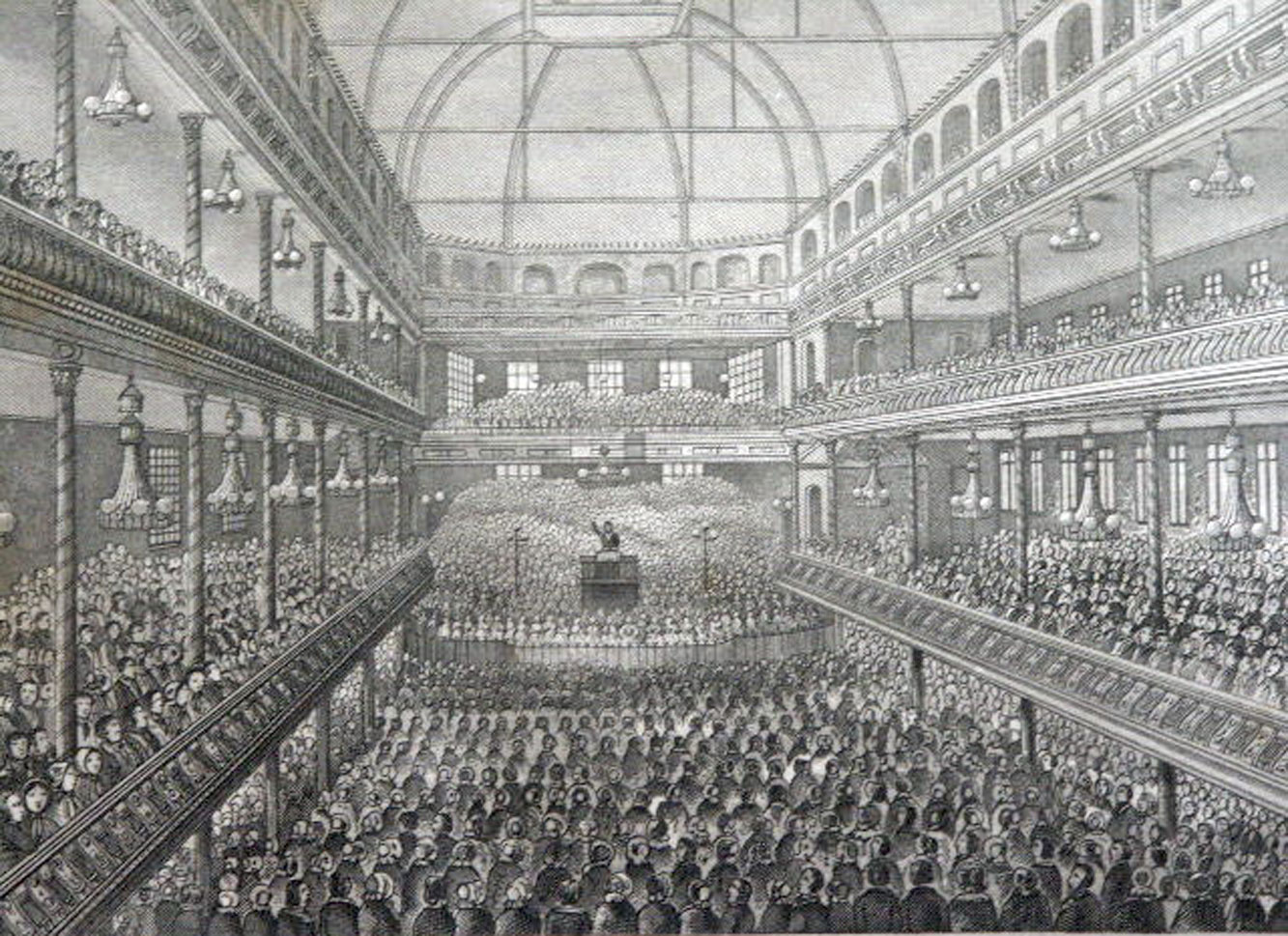
Spurgeon pregando por volta de 1858.

## Sermões
A importância de Charles Haddon Spurgeon como pregador é evidente e chega até nosso dias principalmente através de seus trabalhos impressos. John Passmore, que era sobrinho do Dr. Rippon, antecessor de Spurgeon, e membro de New Park Street desde 1840, e James Alabaster, membro de outra igreja, que era sócio de Passmore em uma editora de panfletos evangélicos, a Passmore & Alabaster, começaram em 1855 a publicar, semanalmente, os sermões de Spurgeon, que eram vendidos à preços populares. Pelos idos de 1850, era uma prática muito comum a publicação e distribuição de sermões escritos, pelos maiores pastores tanto na Inglaterra como nos Estados Unidos. Spurgeon publicou seu primeiro sermão em Cambridge, num sermonário avulso, e em 1855, surgiu a ocasião da publicação semanal. Os sermões pregados por Spurgeon domingo de manhã, eram publicados na quinta-feira seguinte, (e revisados pelo próprio Spurgeon) e os sermões pregados domingo de noite e quinta-feira de noite eram reservados para futura publicação: isso e mais alguns sermões escritos por Spurgeon quando doente formaram um acervo tal que garantiu a publicação semanal até o ano da morte de Spurgeon, (até essa data, 2241 publicados) e dos outros até 1917, totalizando 3.653 sermões publicados divididos em 63 volumes ( maior que a Enciclopédia Britânica e até hoje considerada a maior quantidade de textos escritos por um único cristão em toda a história da cristianismo). O sermão nº 537 "A Regeneração Batismal"  pregado em 1864, foi o que mais vendeu individualmente quando Spurgeon era vivo; a demanda chegou a 300 000 impressões em uma semana. Em 1892, os sermões de Spurgeon já eram traduzidos para cerca de 9 línguas diferentes.

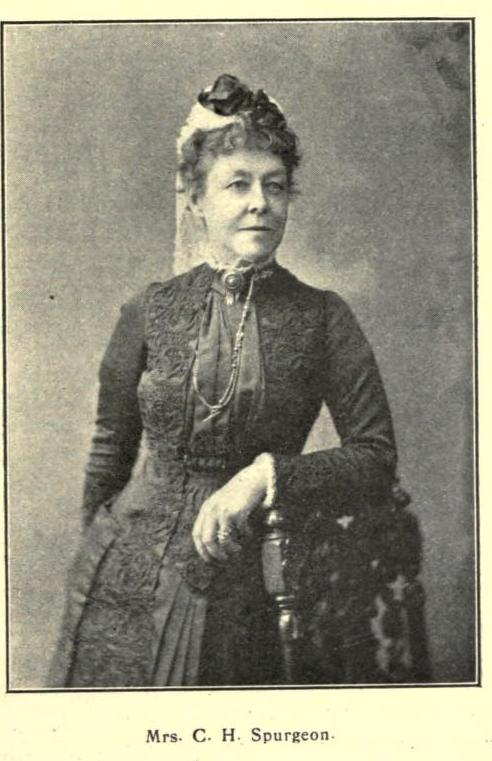
Susannah Spurgeon

Muitos sermões de Spurgeon eram enviados via telegrafo aos Estados Unidos e republicados lá: depois de 1865, muitos deles foram censurados, pelo fato de Spurgeon ser contra a escravidão dos negros africanos (Nessa época, ocorreu a Guerra de Secessão)
Spurgeon, além da obra semanal de seus sermões, também escreveu e editou 135 livros durante 27 anos (1857-1892) e editou uma revista mensal denominada A Espada e a Espátula. Eventualmente, Spurgeon deixou de receber salário como pastor de sua igreja e vivia dos royalties de suas obras. Seus vários comentários bíblicos ainda são muito lidos. (O "Tesouro de Davi”, uma compilação de comentários sobre os Salmos, levou mais de 20 anos para sua conclusão e Dia a Dia com Spurgeon, uma coletânea com resumos de seus sermões).

## Colégio do Pastor e obra evangelista

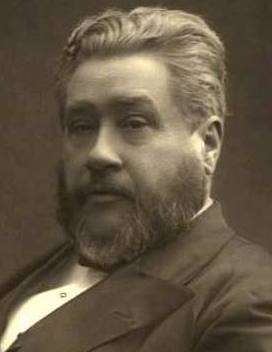
Charles Spurgeon

Spurgeon, desde o início de seu pastorado, começou a treinar alguns jovens que ele cria terem o chamado para obra evangelística e pastorado. Seu primeiro aluno foi Thomas Medhurst, em 1856. Com o tempo, muitos jovens começaram a requerer de Spurgeon instrução, e ele, junto com o congregacional George Rogers abriram, em 1856 o "Colégio do Pastor", e Rogers foi colocado como diretor. Nos primeiros anos, o Colégio funcionou na casa de Rogers, e Spurgeon bancava as despesas dos alunos, com o lucro da venda de seus livros e sermões. Depois de certo tempo e o aumento dos alunos, as aulas eram dadas na antiga e desocupada Capela de New Park Street, e posteriormente, na parte inferior do Tabernáculo Metropolitano. Várias Conferências Pastorais na época de Spurgeon foram realizadas nesse colégio, e posteriormente impressas e distribuídas em formato de livros. Até mesmo um brasileiro, João Manoel Gonçalves dos Santos, foi enviado pelo Dr. Robert Kalley, do Rio de Janeiro em 1872 para se preparar para o ministério pastoral nesse Colégio, regressando em 1875, e sendo depois o primeiro ministro protestante congregacional brasileiro.
Depois da morte de Spurgeon, em sua homenagem, o Colégio foi renomeado de Spurgeon College , e sua sede foi transferida para um novo prédio em 1923; hoje, é uma instituição não vinculada com o ministério do Tabernáculo Metropolitano (que tem um seminário próprio) perdendo assim vários aspectos ligados a fé reformada e ao ministério calvinista de Spurgeon. Todavia, continua sendo uma instituição de preparação de pastores ao ministério.
Em conexão com esse trabalho, surgiu uma associação de colportores, responsáveis pela evangelização e distribuição de material evangelístico e teológico. Em 1891,essa Colportagem contava com 96 associados . Mais tarde, Sussanah Spurgeon, abriu um fundo de para distribuição de literatura para pastores, e um fundo de ajuda aos pastores pobres.

## Obras assistenciais
Quando Spurgeon chegou a Londres, a Capela de New Park Street mantinha uma casa, desde a época do pastorado de John Rippon, no século XVIII, destinada ao cuidado das viúvas pobres e necessitadas. Nesse local, elas viviam gratuitamente. Depois de 1861, foi construído um novo prédio, e instalado perto do Tabernáculo Metropolitano.

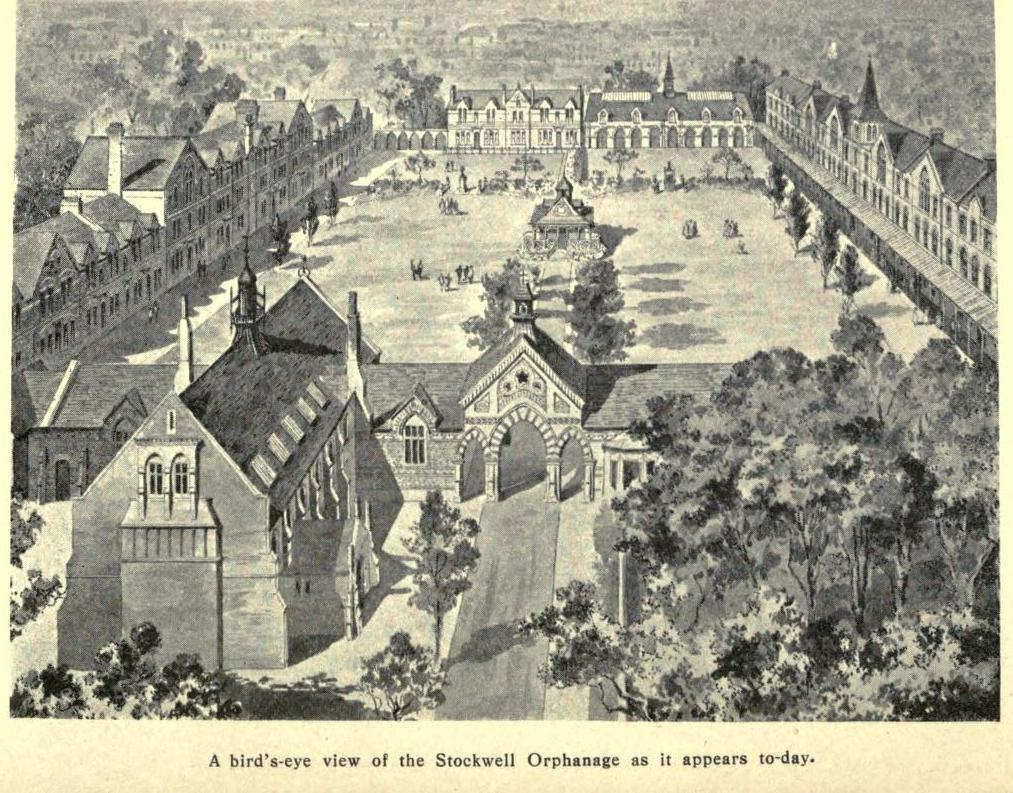
Orfanato Stockwell

A ideia para abrir o futuro Orfanato Stockwell para meninos nasceu em 1866, de uma reunião de oração, quando Spurgeon sentiu o desejo de fazer mais da Obra do Senhor aos necessitados. Uma volumosa oferta lhe chegou em mãos, e Spurgeon a recusou, até mesmo sugerindo que se doasse o dinheiro para o famosos irmão George Muller, conhecido por manter uma grande obra social em Bristol. Porem, a ofertante insistiu que Spurgeon tocasse esse projeto. Assim, teve para si que era reposta a oração feita anteriormente, Em 1867 o orfanato foi construído, em Stockwell. Em 1876, foi aberto outro orfanato, esse para meninas.
Também depois de 1861, e com o grande aumento do Tabernáculo, foi aberto um fundo de ajuda aos necessitados da igreja. Outros grupos de senhoras tinham uma associação de benfeitoras, e uma sociedade para ajudar moças pobres grávidas foi inaugurada. Diversas outras obras de cunho assistencial foram abertas com o fim de ajudar os necessitados de Londres.

## Luta e oposição: A controvérsia do Declínio

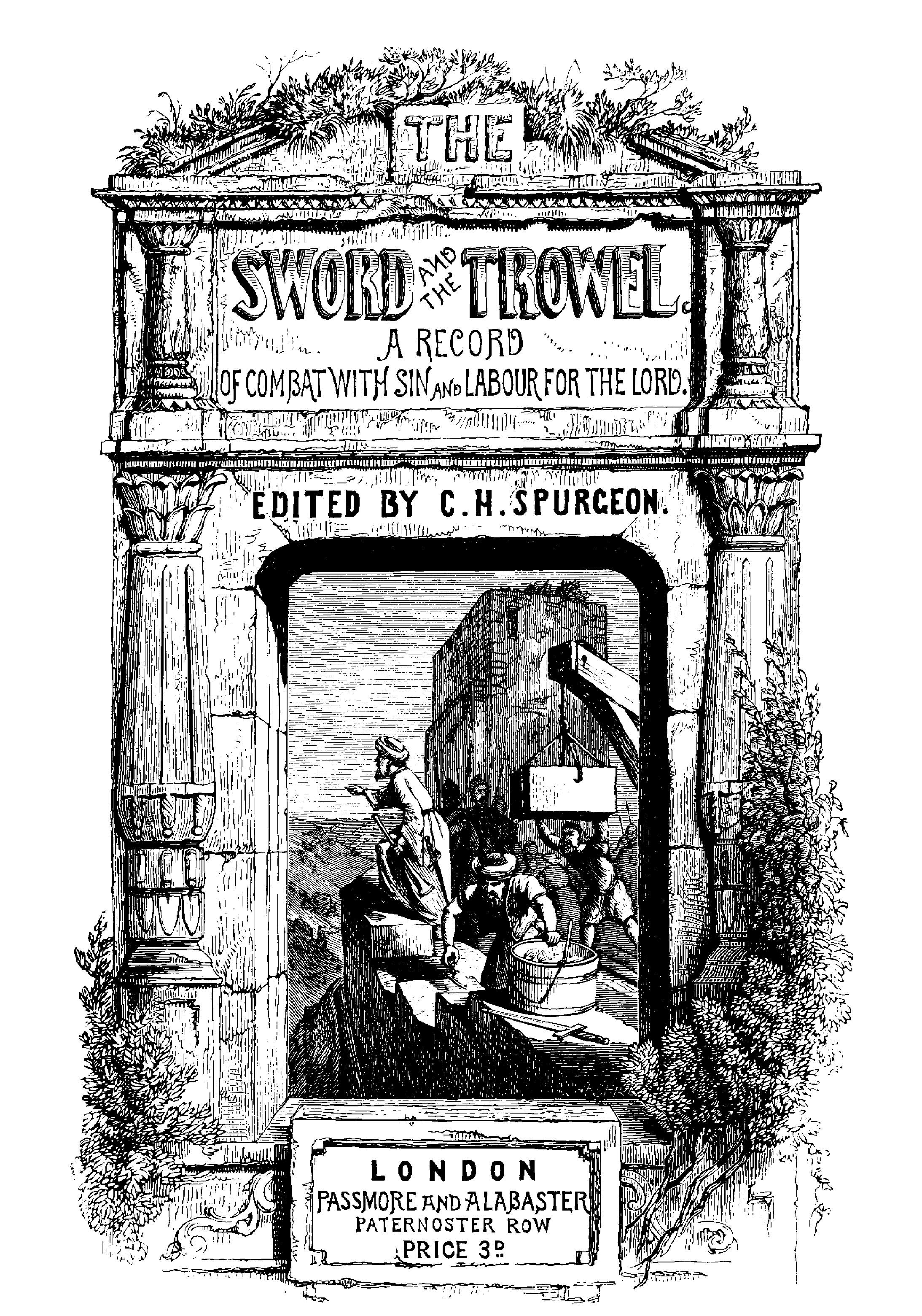
Folheto original de “A Espada e a Espátula”.

Spurgeon enfrentou muita oposição no fim de seu ministério. Em 1887, ele foi envolvido na que se chamou "A controvérsia da Declínio": em Março e Abril de 1887, Robert Schilinder escreveu dois artigos para a revista de Spurgeon, "A Espada e a Colher" (com anuência  e influência de Spurgeon) descrevendo o declínio teológico das igrejas batistas inglesas, associando esse declínio ao abandono do calvinismo e a incredulidade de muitos quanto a infabilidade e inspiração da Bíblia, por conta do racionalismo alemão que contaminava várias igrejas; Spurgeon, vendo que as acusações eram verdadeiras e reagindo as críticas dos artigos de Schilinder em outros 3 artigos, apoiou isso, e ainda afirmou que a União Batista não estava repelindo isso, mas antes abrigando isso em seu meio, por conta de não ter uma confissão de fé mais elaborada, e por aceitar pastores claramente antitrinitários em suas convenções, e ainda criticou aqueles que, por aceitarem o criticismo contra a inspiração bíblica, apoiavam entretenimento nas igrejas. Spurgeon foi duramente criticado, sendo acusado de criar intriga onde não existia, e acusado de estar sendo influenciado por suas doenças, acusações infundadas pois o próprio secretário geral da União havia informado a Spurgeon extra-oficialmente que havia casos de pastores criticarem partes da Palavra de Deus e frequentarem teatros e aceitavam pastores socianos em seus púlpitos. Porem, logo após a controvérsia, o secretário e outros quiseram inquirir Spurgeon sobre suas críticas; em outubro, Spurgeon pediu sua saída da União em 28 de Outubro de 1887, por acreditar que a mesma estava contrária a princípios da Palavra, e em janeiro, a União aprovou sua saída e ainda aprovou uma moção de censura contra Spurgeon. em abril, a União aprovou uma confissão de fé mínima, mas ela mesma aprovou que não podia impô-la para nenhum membro e igreja.
É certo para muitos que essa controvérsia, que foi travada em sermões, reuniões e editoriais, desgastou ainda mais a debilitada saúde de Spurgeon. A Igreja apoiou sua saída, se retirando também, da União. Posteriormente,  a congregação batista voltou a se associar a União, mas desde que Peter Master assumiu o pastorado do Tabernáculo Metropolitano, em 1970, ela rompeu novamente com a União Batista.

## Abolicionismo: Contra a escravidão

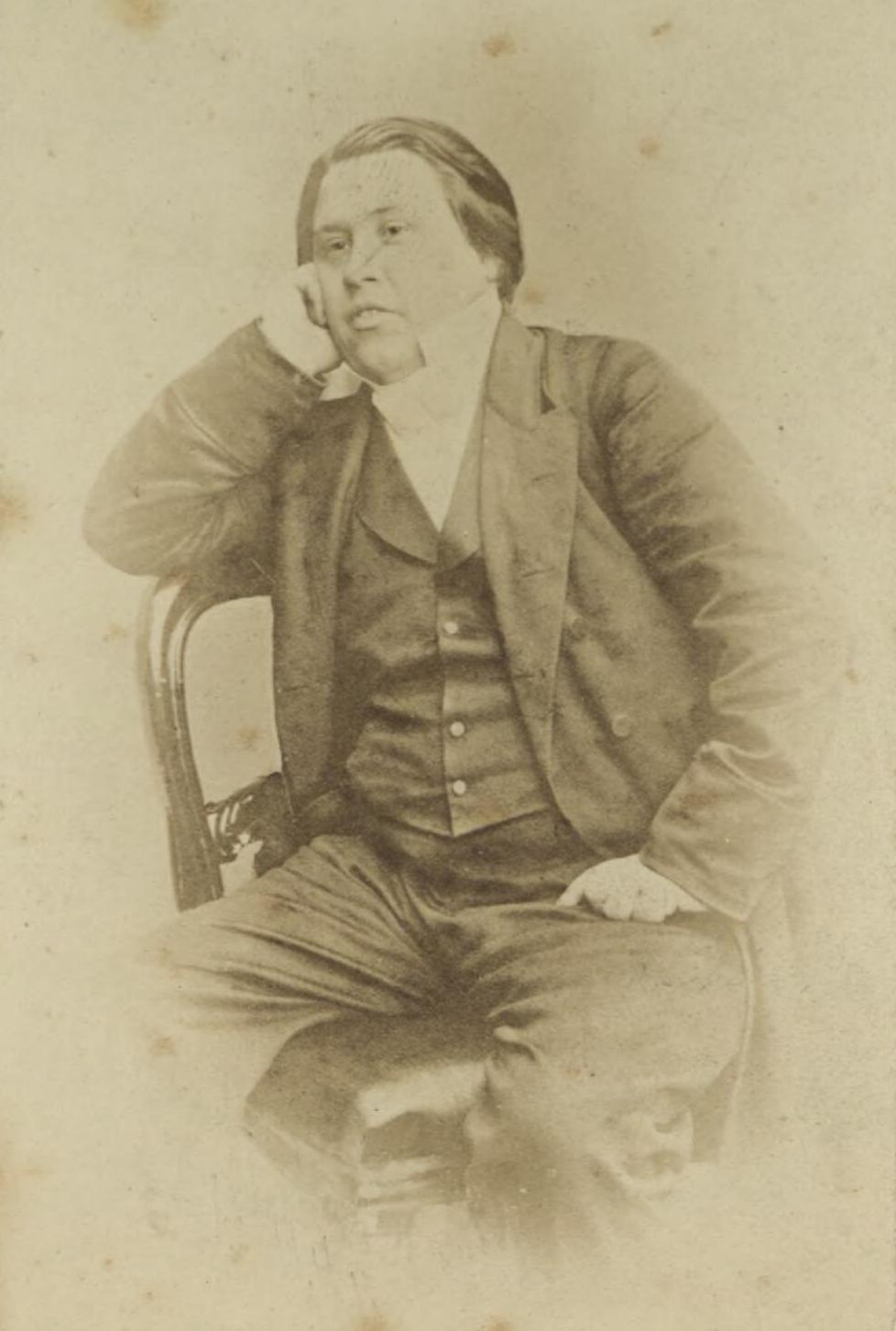
Fotografia de Spurgeon em 1870.

Spurgeon perdeu o apoio da Convenção Batista do Sul após adotar posicionamentos abolicionistas. Defendeu ferrenhamente o fim da escravidão. Disse: 
“Não faz muito tempo, nossa nação tolerava a escravidão em nossas colônias. Os filantropos se esforçaram para destruir a escravidão; mas quando foi totalmente abolido? Foi quando Wilberforce despertou a igreja de Deus, e quando a igreja de Deus se dedicou ao conflito, então ela despedaçou o mal. Diverti-me com o que Wilberforce disse no dia seguinte à aprovação do Ato de Emancipação. Quando tudo terminou, ele disse alegremente a um amigo: ‘Não há mais nada que possamos abolir?’ Isso foi dito de forma divertida, mas mostra o espírito da igreja de Deus. Ela vive em conflito e vitória; sua missão é destruir tudo o que há de ruim na terra.”
Numa carta ao “Christian Watchman and Reflector” de Boston, escreveu: 
“Eu detesto a escravidão do fundo da minha alma... e, embora eu tenha comunhão à mesa do Senhor com homens de todos os credos, ainda assim, com um dono de escravos não tenho comunhão de nenhum tipo ou espécie. Sempre que [um dono de escravos] me chama, considero meu dever expressar minha repulsa por sua maldade, e seria o mesmo que pensar em receber um assassino em minha igreja... como um ladrão de homens.”

## Últimos dias

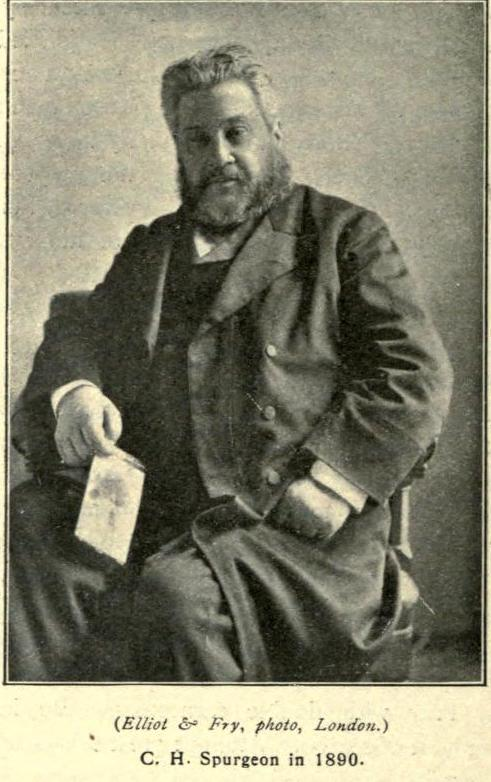
Spurgeon em 1890

Até o último ano de  pastorado, mais de 14 mil pessoas foram batizadas. Nesse meio tempo, Spurgeon teve sua saúde grandemente debilitada. Spurgeon desenvolveu, por volta dos 25 anos, Gota e Reumatismo, e sofreu de grandes ataques de depressão, principalmente depois de 1857, quando um culto realizado em Surrey Garden foi organizado para cerca de 10 000, e devido a um tumulto provocado por um falso alarme de incêndio, levou a morte de seis pessoas. Quanto mais a idade avançava, mais essas enfermidades o debilitavam. Spurgeon posteriormente teve uma melhora da Gota, mas nunca esteve em pleno vigor novamente. Sua esposa Susannah também tinha graves problemas de saúde, devido uma cirurgia que a deixou praticamente inválida depois do nascimento de seus filhos gêmeos, e por diversos anos isso agravava mais ainda a situação. Por diversas ocasiões Spurgeon teve que se ausentar de seu púlpito por recomendação médica. Chegou a passar alguns período de férias na Europa, e depois de 1876, muitas vezes, sempre no fim do ano, se hospedava em Menton, Sul da França, pelo clima mais quente que na Inglaterra, por recomendação médica. Depois de 1887, foram cada vez mais constantes essas viagens, chegando a passar meses em retiro.

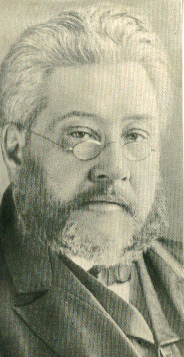
Spurgeon no fim da vida.

Nessa época, Spurgeon foi diagnosticado de doença de Bright, uma doença renal degenerativa e crônica, hoje denominada de insuficiência renal crónica. Muitos sermões seus eram lidos, e outros escritos e enviados ao Tabernáculo para leitura, para suprir a falta do pastor. Em 1891, sua condição se agravou, forçando Spurgeon a convidar o pastor presbiteriano americano Arthur Pierson, para assumir temporariamente a função principal no Tabernáculo; e Spurgeon ficou em Menton até 31 de janeiro de 1892, quando, depois de alguns dias de melhora de seu estado, houve uma grande deterioração de sua saúde, levando ao óbito nessa data, aos 57 anos. O corpo de Spurgeon foi trasladado da França para Inglaterra, onde foi sepultado no West Norwood Cemetery and Crematorium, próximo a Londres. Na ocasião de seu funeral - 11 de fevereiro de 1892 - muitos cortejos e cultos foram organizados em Londres, e seis mil pessoas leram diante de seu caixão o versículo usado por Deus para convertê-lo, Isaías 45.22a: Olhai para mim e sede salvos, todos os confins da terra; Spurgeon está sepultado no cemitério de Norwood com uma placa que diz  "Aqui jaz o corpo de CHARLES HADDON SPURGEON, esperando o aparecimento do seu Senhor e Salvador JESUS CRISTO".

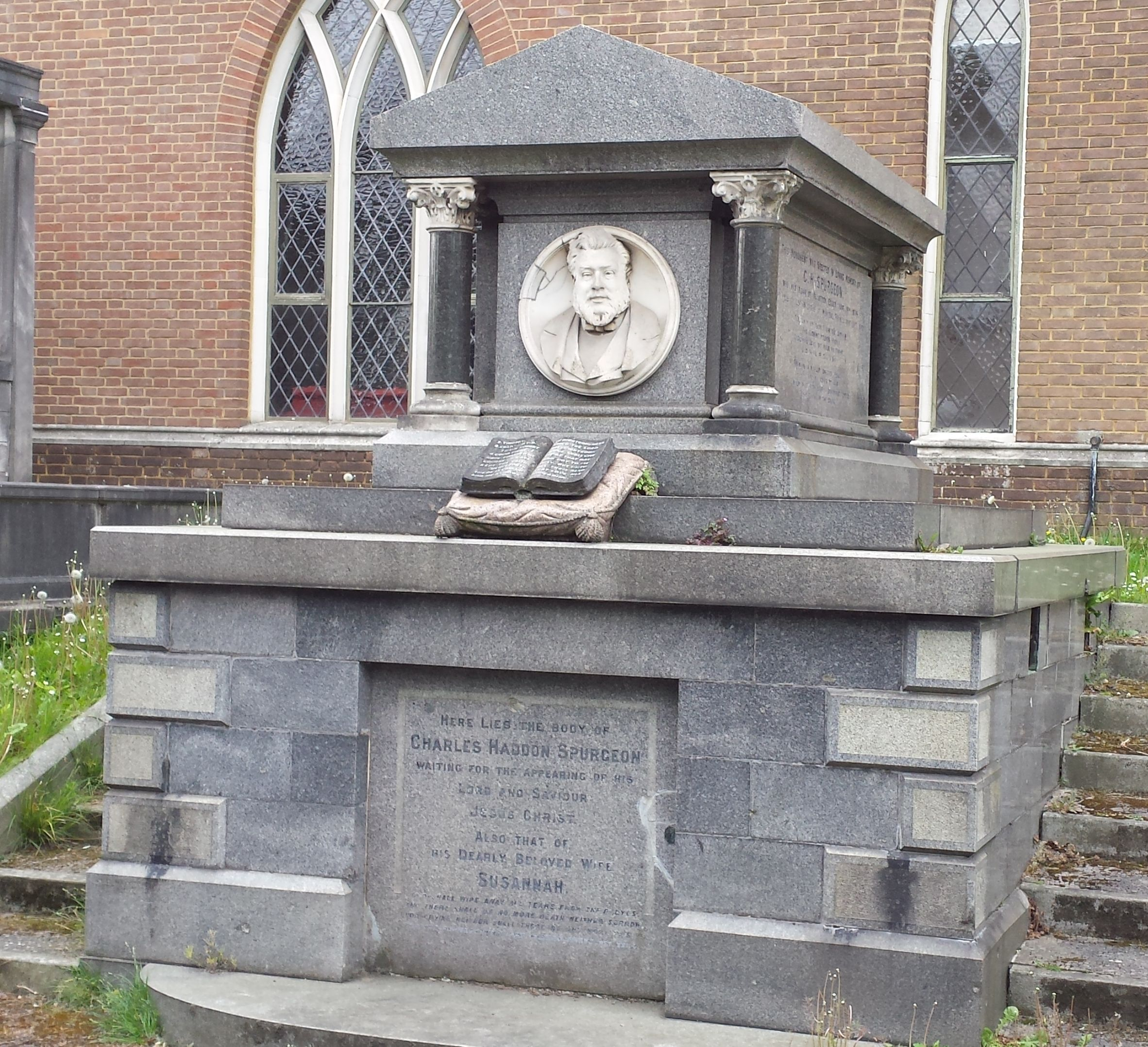
Túmulo de Charles Spurgeon, Cemitério de West Norwood, Londres.

## Período pós-Spurgeon

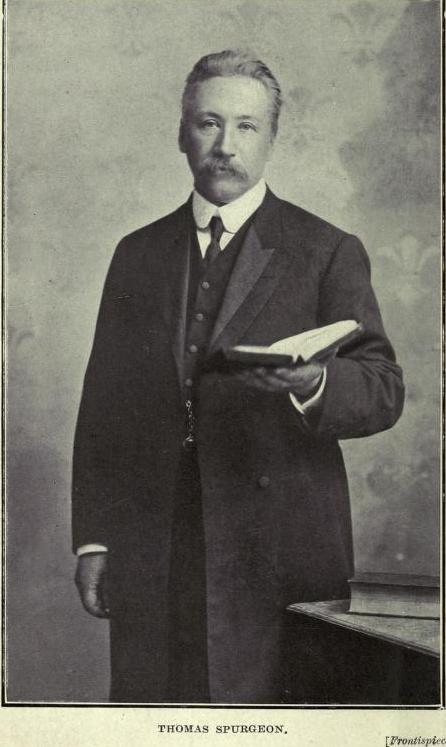
Thomas Spurgeon, filho de Charles, que sucedeu seu pai no pastorado do Tabernáculo

Em 1893, Arthur Pierson voltou aos Estados Unidos, e o Tabernáculo Metropolitano foi pastoreado por Thomas Spurgeon, um dos filhos gêmeos de Charles, e que fora pastor na Austrália. Em 1898, devido a um incêndio, o Tabernáculo Metropolitano foi completamente destruído, só restando dele o pórtico frontal. Foi reconstruído e re-inaugurado em 1901, seguindo o modelo original de 1861. Em 1908, assumiu o pastorado do Tabernáculo o pastor inglês Archibald G. Brown, (que fora conhecido de Spurgeon e também se retirara da União Batista em solidariedade a Spurgeon). Em 1911, assumiu o pastorado o pastor americano Anzi Clarence Dixon, que afastou doutrinariamente a Igreja das doutrinas pregadas por seus antecessores, incluindo até novidades, como um órgão (na época de Spurgeon, os hinos eram cantados à capela), entre outras, como promover cruzadas de "Decisões por Cristo" no Tabernáculo (prática norte-americana que foi inicialmente desenvolvida por Charles Finney). Dixon pediu demissão em 1919, sendo sucedido pelo pastor inglês calvinista Tydeman Chilvers Harry.
Em 1938 , o Dr. W Graham Scroggie, assumiu o pastorado; em 1941, devido a Segunda Guerra Mundial, e aos bombardeios de Londres pelos Nazistas, o Tabernáculo Metropolitano foi novamente incendiado e destruído. Seria totalmente reconstruído em 1957 (com um projeto arquitetônico diferente do original, e menor que o original) sob o pastorado de Eric W Hayden (que foi sucessor de Gerald B Griffiths, até 1954).
Dennis Pascoe, foi pastor da Igreja de 1963 até 1970, quando Peter Master assumiu o pastorado e o mantêm até os dias de hoje. Ele resgatou muito do que foi ensinado por Spurgeon, e re-colocou em prática no serviço dominical, nas escolas dominicais, e nas ações evangelísticas.

## Alguns dos trabalhos escritos  mais conhecidos de Charles Haddon Spurgeon
- New Park Street Pulpit Volums and Metropolitan Tabernacle Pulpit Volums — 63 volumes de sermões publicados por Spurgeon pela Alabaster & Passmore, de 1855 a 1917, divididos em duas grandes seções (NPSPV de 1855 a 1861, e MTPV de 1861 a 1917)
- All of Grace — editado em português sob o título Tudo pela Graça
- Miracles and Parables of Our Lord — três volumes
- The Clue of Mazen — livro escrito por Spurgeon em Menton, sul da França, sobre a fé e a dúvida, em português publicado como "A Dica do Labirinto"
- Spurgeon’s Morning and Evening — livro de leituras devocionais diárias
- The Sword and The Trowel — revista mensal editada por Spurgeon
- The Treasury of David — comentário em vários volumes sobre os Salmos
- Around the Wicket Gate — Livros escrito como complemento ao All of Grace; publicado em português como Diante da Porta Estreita
- Till He Come — sermões sobre a ceia do Senhor
- A Puritan Catechism — uma compilação feita por Spurgeon em 1855 usando as Confissões de Fé Batista de 1689 e a Confissão de Fé de Westminster
- Come, ye children — sermões sobre a evangelização infantil e as escolas dominicais
- Faith's Checkbook — Devocionário escrito na época na Controvérsia do Declínio
- Ver Universidade Spurgeon